# Orillia pellucida
Orillia pellucida là một loài ruồi trong họ Tachinidae.